# هلدینگ بین‌المللی هوافضای چین
هلدینگ بین‌المللی هوافضای چین (انگلیسی: China Aerospace International Holdings) شرکت خوشه‌ای هنگ کنگی است، که در سال ۱۹۷۵ تأسیس شد.